# Inca (Mallorca)
Inca is een plaats en gemeente op Mallorca in de Spaanse regio Balearen en heeft 30.944 inwoners (1 januari 2016). Inca ligt op 30 km afstand van de hoofdstad Palma. Inca staat bekend om zijn leerfabrieken.
Met zijn meer dan 30.000 inwoners is Inca de derde grote plaats van Mallorca. Inca beschikt over handel, nijverheid, industrie, landbouw en restaurants. De stad ligt halverwege de weg Palma-Alcudia, die het eiland doorsnijdt. De smalle, kronkelige straatjes stammen nog uit de Arabische tijd. De parochiekerk Santa Maria la Mayor met zijn prachtige klokkentoren staat op de fundamenten van een moskee. De kerk is, behalve tijdens de kerkdiensten, alleen van buiten te bezichtigen. Welke wel van binnen zijn te bezichtigen, zijn de talrijke celIeres, voormalige wijnkelders met kolossale fusten, houten tafels en handgeschreven spijskaarten. Hierop staat de traditionele cuina malIorquina met de daarbij behorende wijn van de streek. Iedere donderdag is er markt.
Inca ligt aan de spoorlijn van Palma naar Sa Pobla en Manacor.

## Demografische ontwikkeling
Bron: INE; 1857-2011: volkstellingen

## Galerij

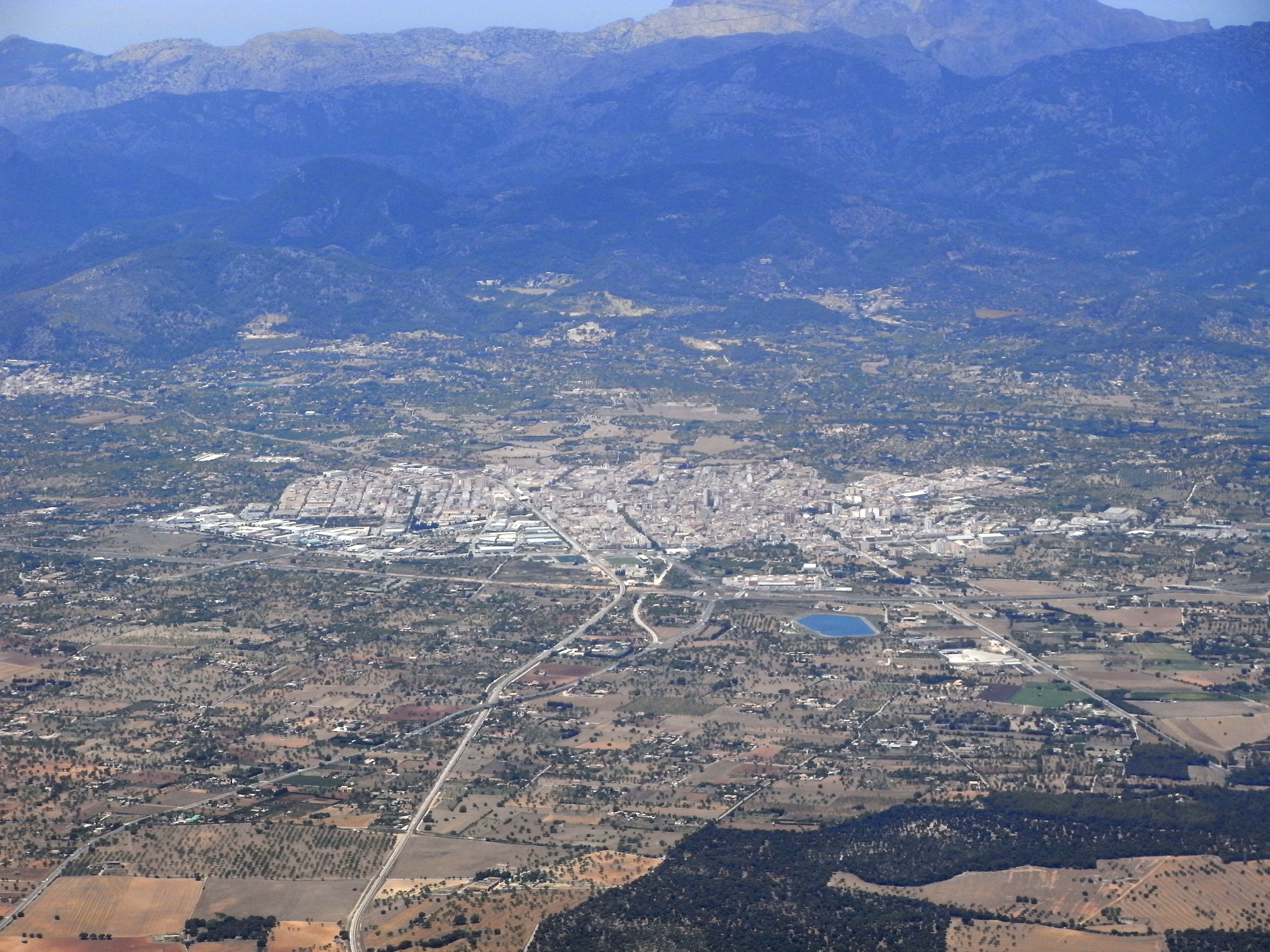
Inca vanuit de lucht
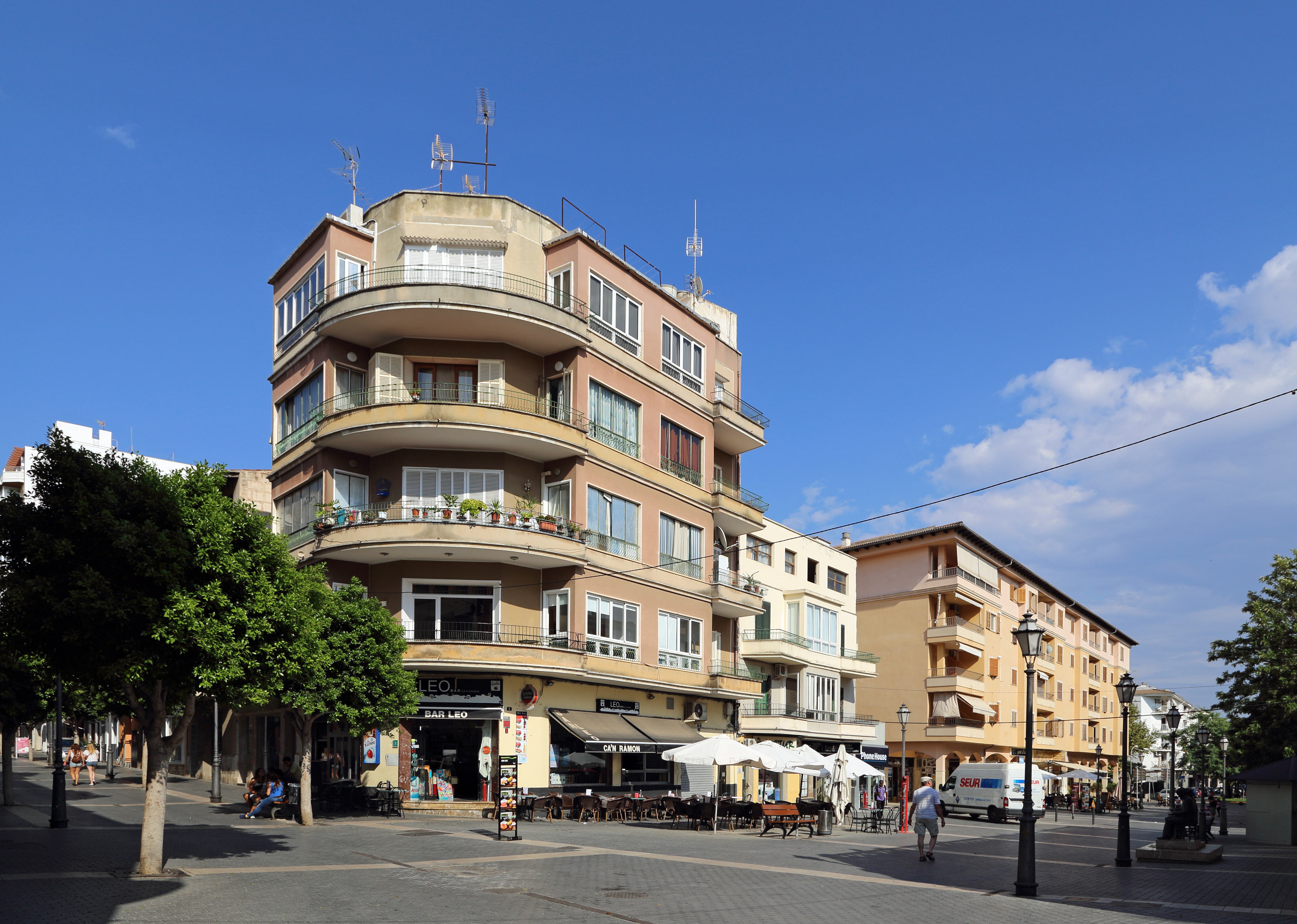
Straatbeeld
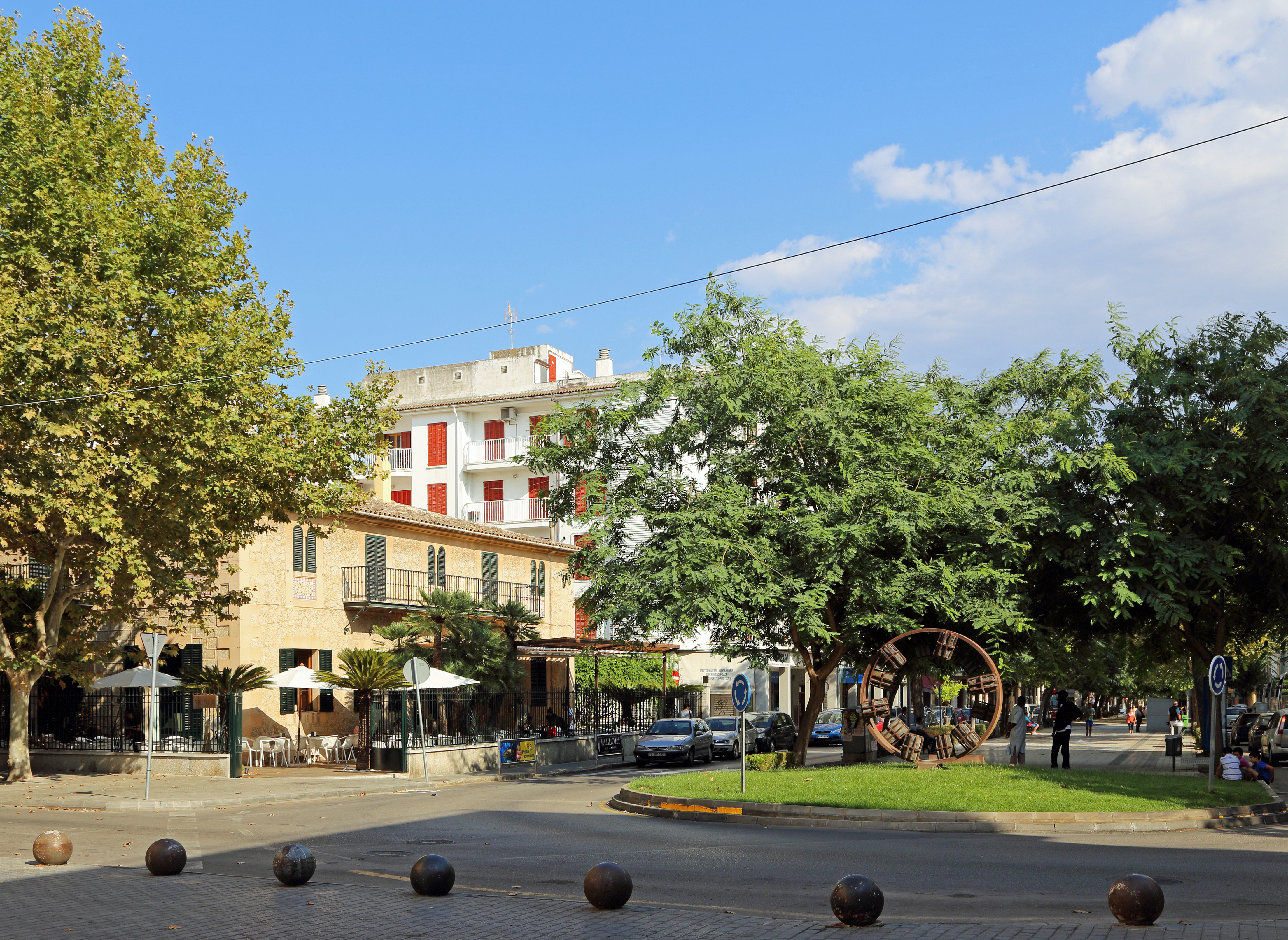
Straatbeeld
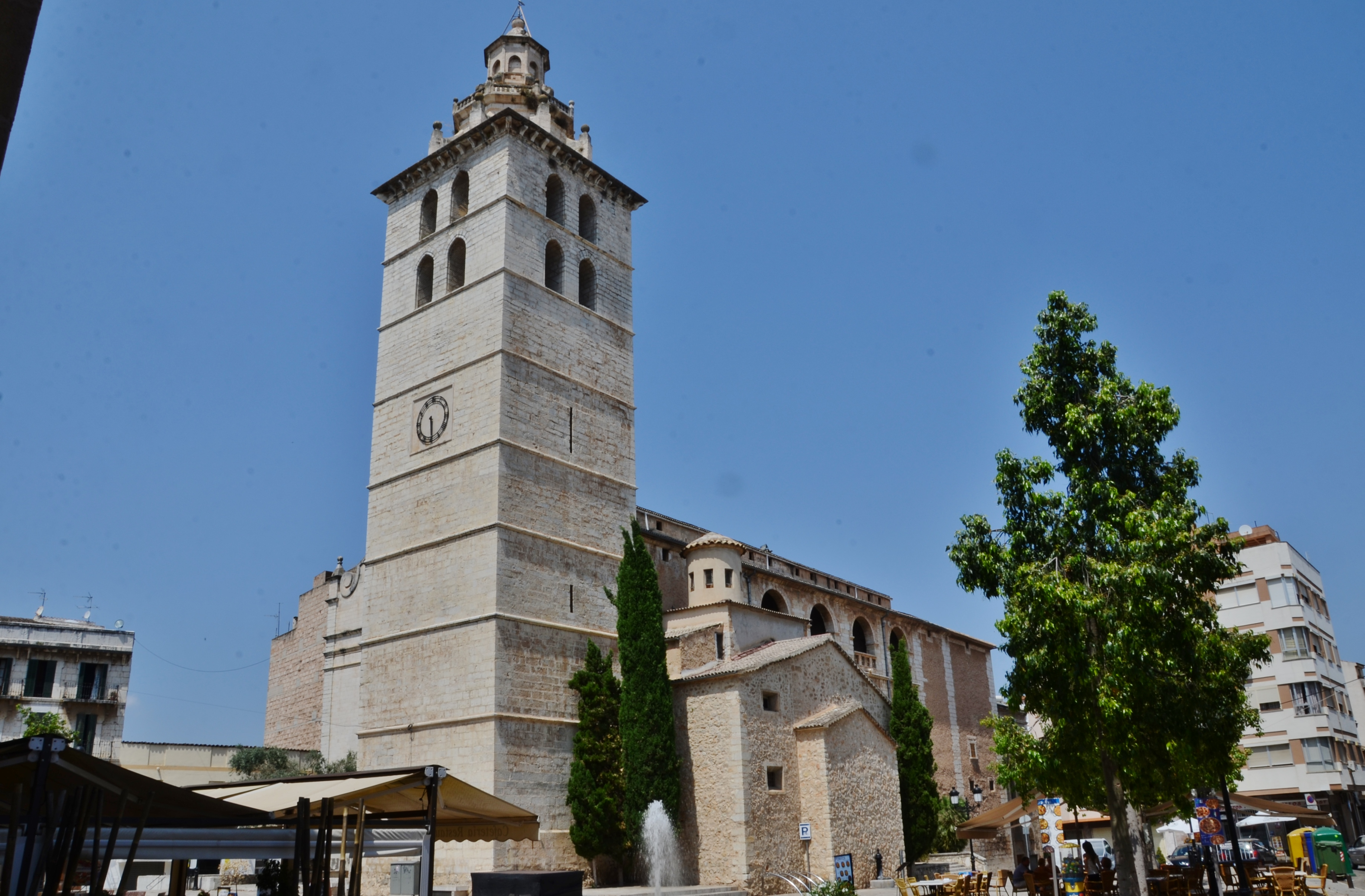
De hoofdkerk Santa Maria la Major
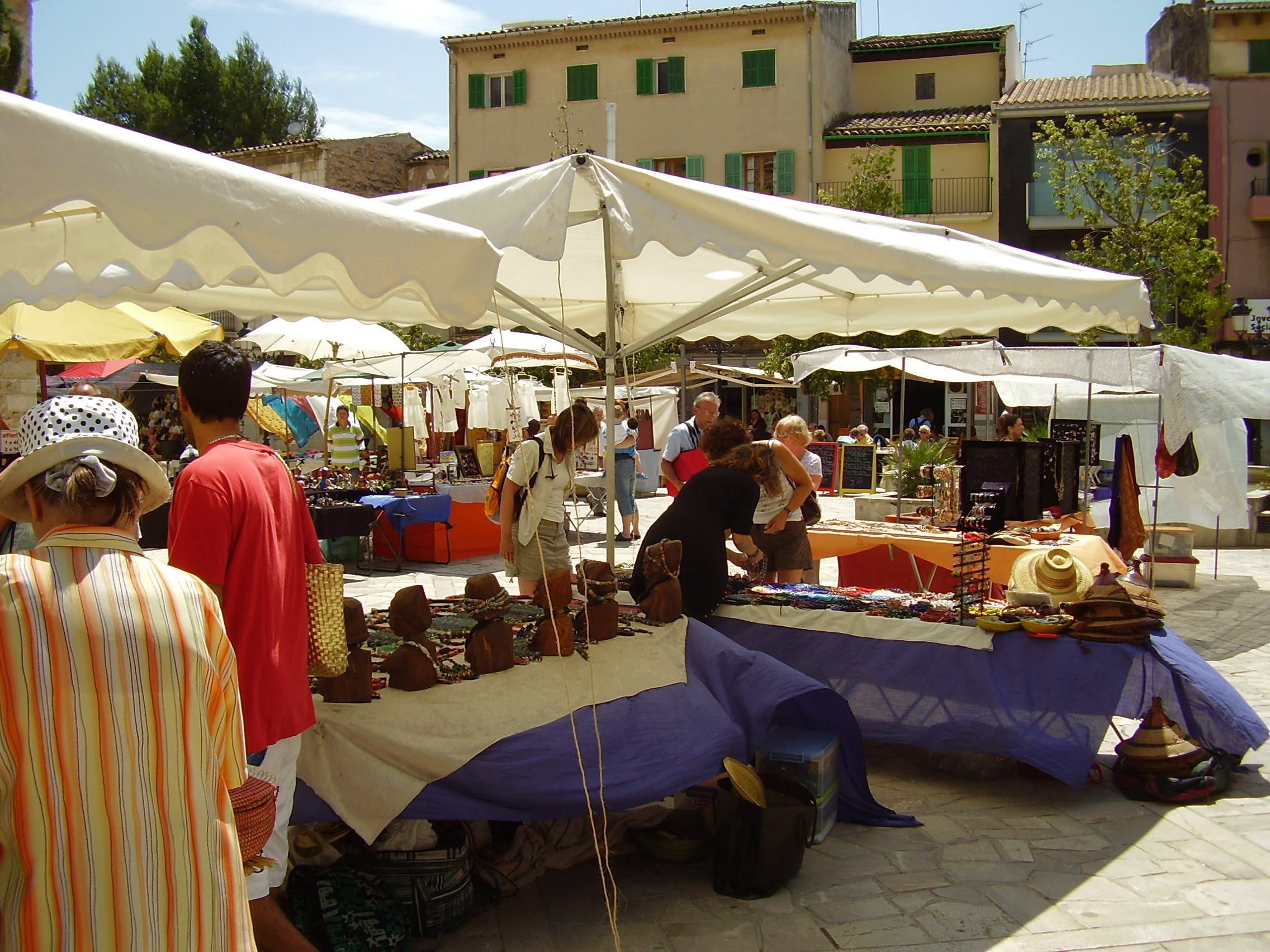
Marktdag
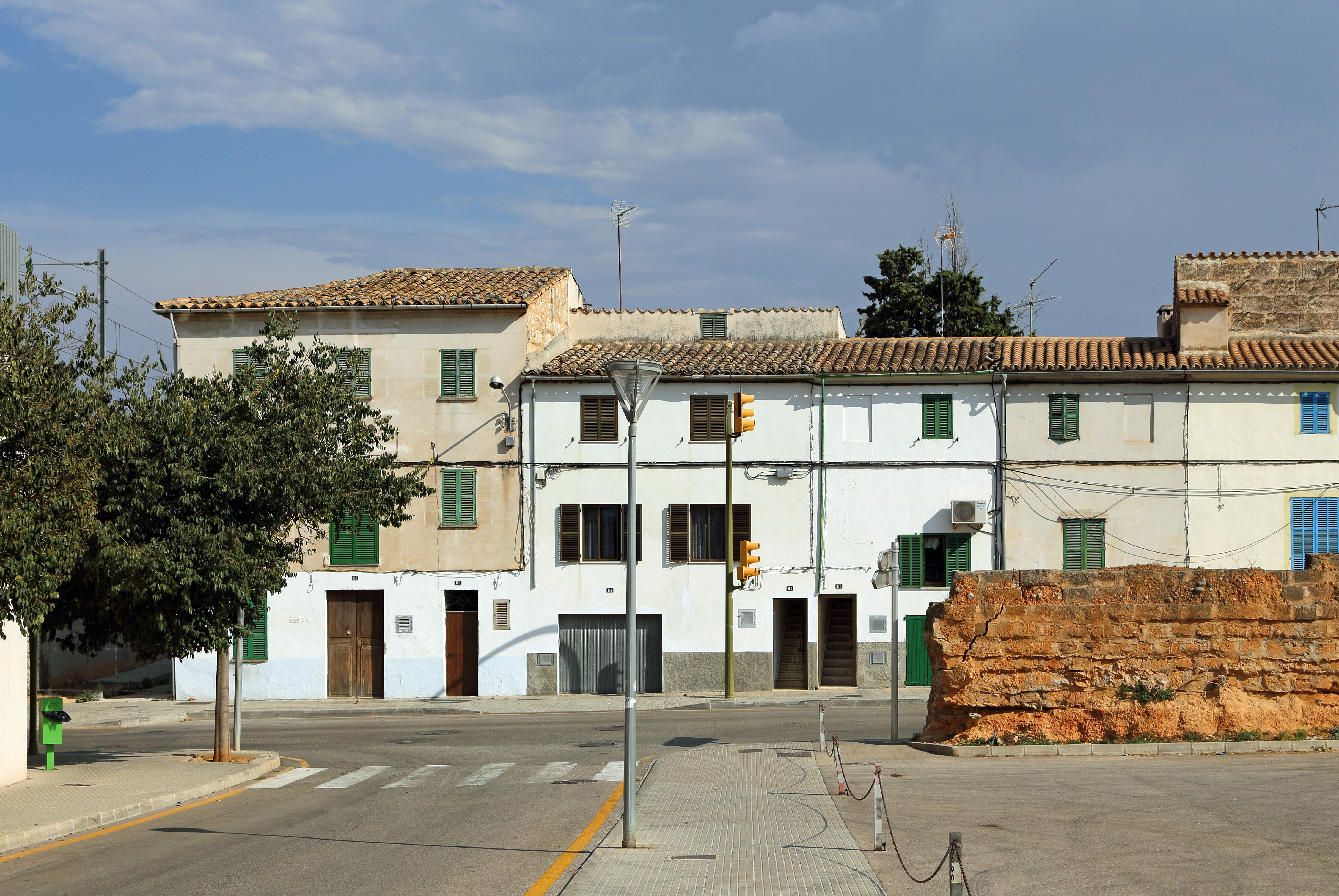
Huizen in Inca
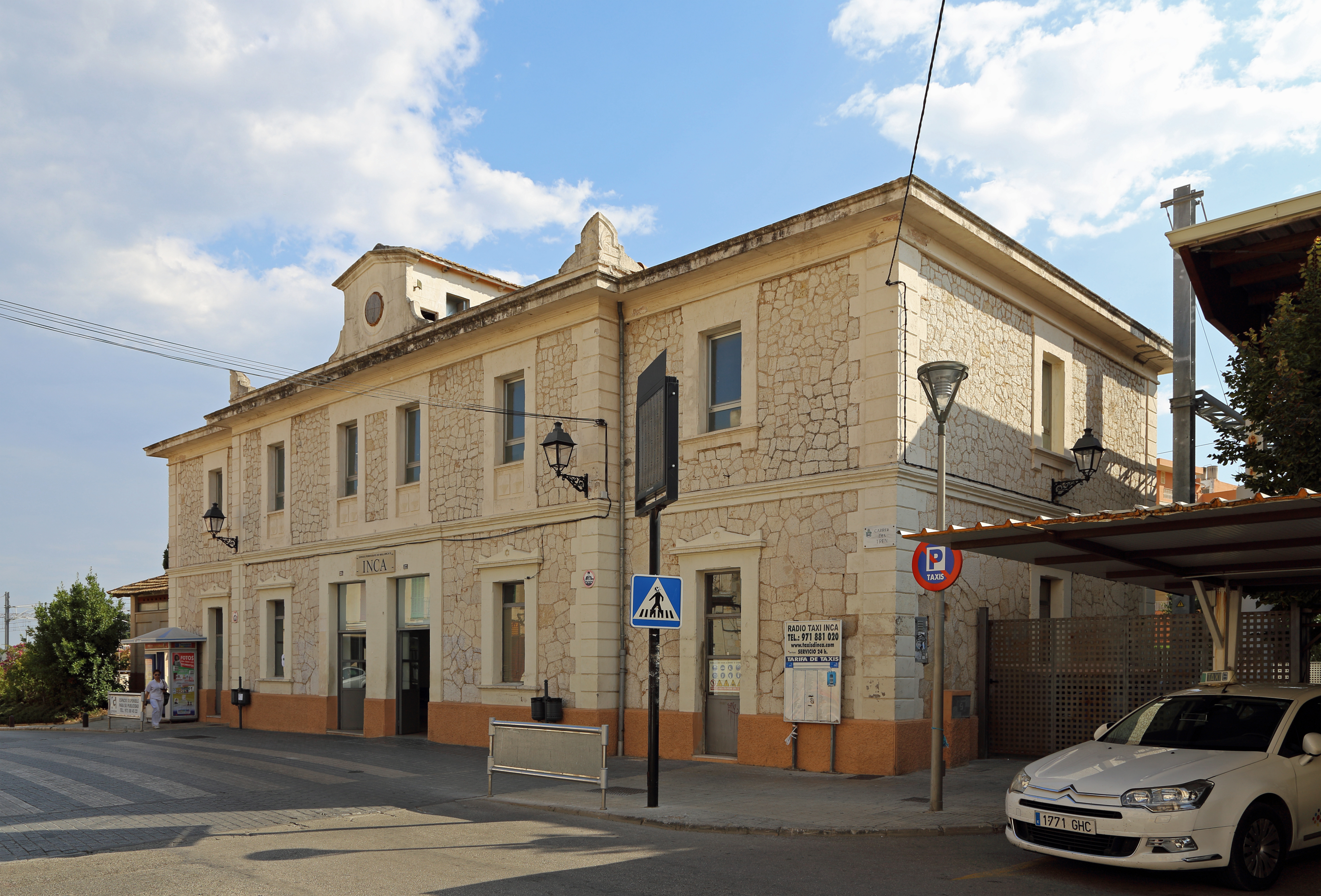
Spoorwegstation

Alaró · Alcúdia · Algaida · Andratx · Ariany · Artà · Banyalbufar · Binissalem · Búger · Bunyola · Calvià · Campanet · Campos · Capdepera · Consell · Costitx · Deià · Escorca · Esporles · Estellencs · Felanitx · Fornalutx · Inca · Lloret de Vistalegre · Lloseta · Llubí · Llucmajor · Manacor · Mancor de la Vall · Maria de la Salut · Marratxí · Montuïri · Muro · Palma · Petra · Pollença · Porreres · Puigpunyent · Sa Pobla · Sant Joan · Sant Llorenç des Cardassar · Santa Eugènia · Santa Margalida · Santa María del Camí · Santanyí · Selva · Sencelles · Ses Salines · Sineu · Sóller · Son Servera · Valldemossa · Vilafranca de Bonany